# Herrschaft Eisenburg

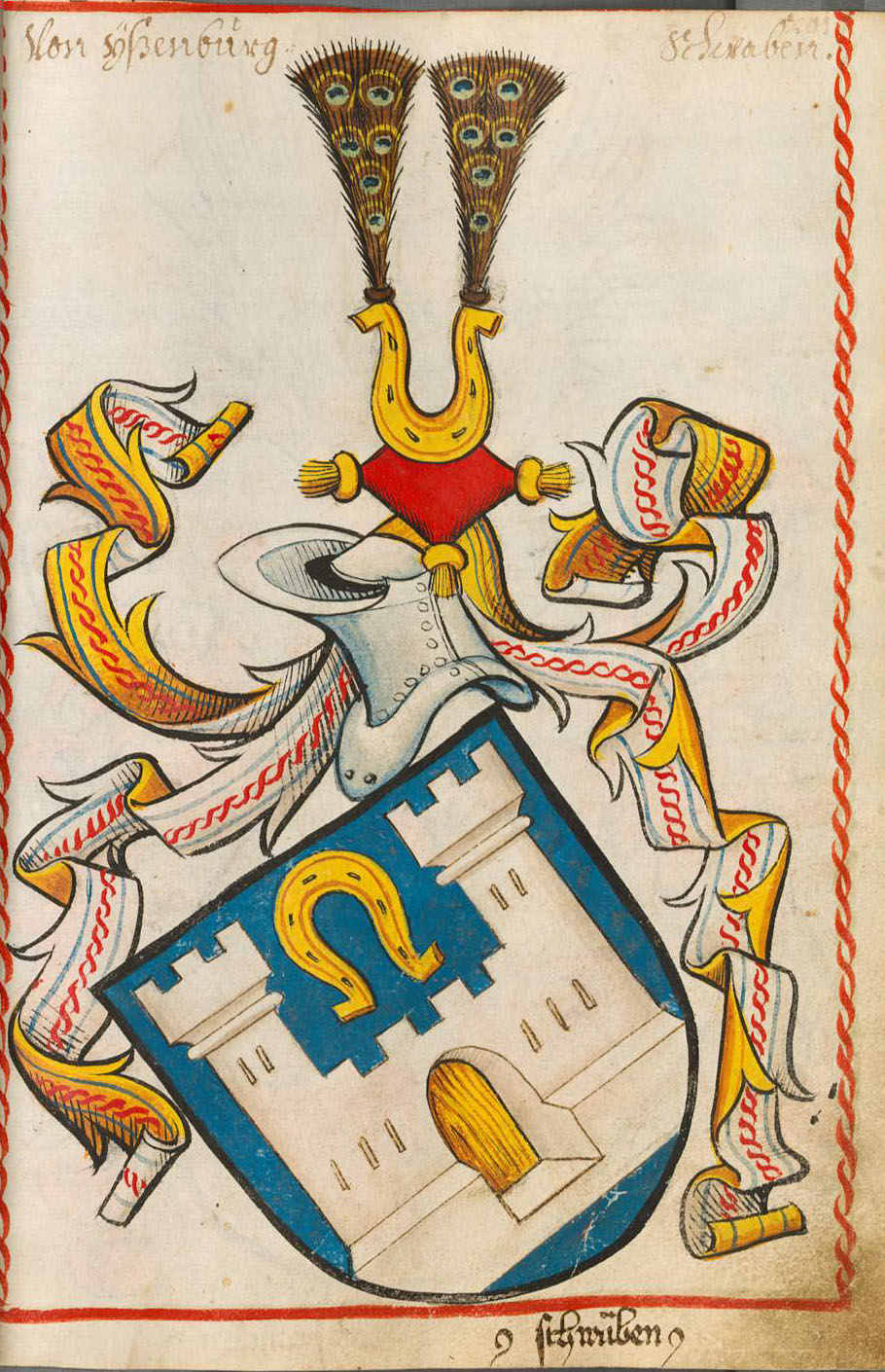
Wappen der Herren von Eisenburg nach Scheibler

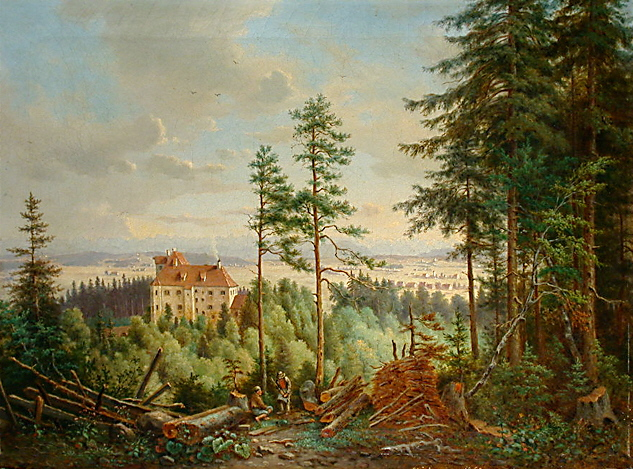
Bild des Schlosses Eisenburg aus dem 19. Jahrhundert

Die Herrschaft Eisenburg lag in unmittelbarer Nachbarschaft der Reichsstadt Memmingen. Erstmals urkundlich greifbar wurde sie 1208, sie dürfte jedoch bereits im 10. Jahrhundert in königlichem Besitz gewesen sein. Die Herrschaft gehörte den Rittern von Eisenburg, bis sie ab dem 15. Jahrhundert endgültig von Memminger Bürgern übernommen wurde. Bedeutende Geschlechter, die Reichsstadt, die Unterhospitalstiftung, die Stadtklöster sowie die umliegenden Klöster konnten sich in der Herrschaft Grundstücke, Gehöfte und Rechte sichern. Eisenburg verlor dadurch allerdings im 16. Jahrhundert den Charakter einer Herrschaft und trug bis zum Reichsdeputationshauptschluss 1803 diesen Namen zu Unrecht.
Die Bürger der Reichsstadt Memmingen besaßen meist nur soviel Geld, um einzelne Güter der Herrschaft zu erwerben, sie hatten jedoch nicht die Finanzkraft, um die Herrschaft als Ganzes zu kaufen. Die vielen Verkäufe und Stiftungen machen eine genaue Zuordnung der Besitzer der zersplitternden Herrschaft seit dem 15. Jahrhundert unmöglich. Im 16. und 17. Jahrhundert versuchten einzelne Familien und die Reichsstadt, die Herrschaft durch Zukäufe wieder zu komplettieren. Diese Versuche waren jedoch nicht von Erfolg gekrönt; weder die von der Stadt verwaltete Unterhospitalstiftung noch das Kloster Ottobeuren oder ein Memminger Patriziergeschlecht konnte die Vormachtstellung innerhalb der Herrschaft dauerhaft behaupten. Aufgrund der schwindenden Finanzkraft der Stadt und ihrer Bürger konnte sich im 17. Jahrhundert eine alteingesessene Ulmer Bürgerfamilie in Eisenburg festsetzen. Mit dem Reichsdeputationshauptschluss war das Ende der Herrschaft besiegelt, das Gebiet ging schließlich in den Gemeinden Amendingen, Eisenburg, Holzgünz, Ungerhausen, Schwaighausen und Trunkelsberg auf.

## Territoriale Ausdehnung

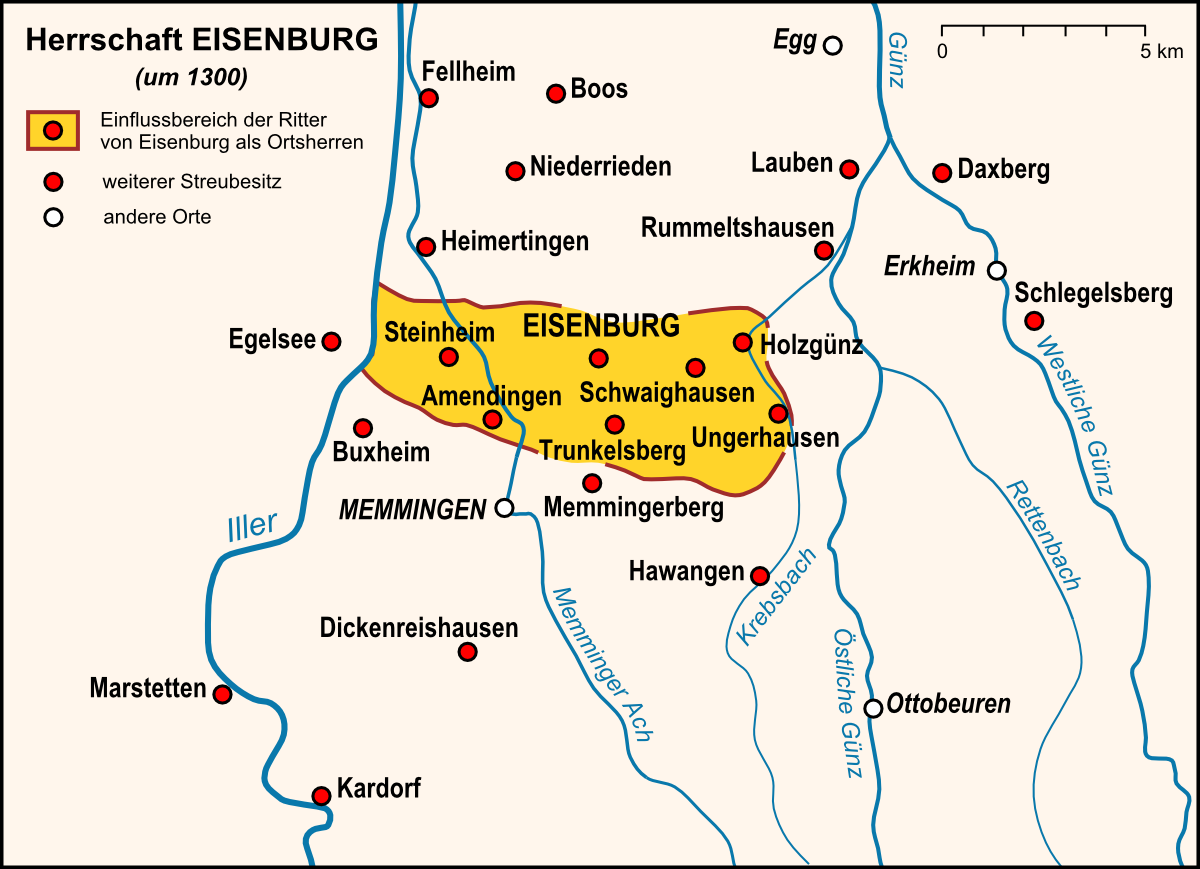
Die Herrschaft Eisenburg zur Zeit ihrer größten Ausdehnung um 1300

Zur Zeit der größten Ausdehnung gehörten folgende Besitzungen zur Herrschaft:
Burg, Berg, Weiler und das Dorf Eisenburg, Amendingen, Egelsee, Schwaighausen, Ober- und Unterholzgünz, Steinheim, Holzgünz, Ungerhausen fast ganz und die Weiler Grünenfurt, Ober- und Unterhart. Große Teile Buxheims, verschiedene Güter und Rechte in Memmingerberg, Dickenreishausen, Niederrieden, Heimertingen (Sennhof), Fellheim, Boos, Lauben, Rummeltshausen, die Herrschaft Daxberg, Schlegelsberg, Hawangen. Erworben wurden Rechte in Memmingen, die Herrschaft Marstetten und Wageck (auf kurze Zeit), Höfe bei Kardorf und die beiden zu Trunkelsberg.

## Besitzer der Herrschaft
- 1208–1455 Herren von Eisenburg
- 1455–1533 Patrizierfamilie Sätellin
- 1533–1580 Reichlin von Meldegg
- 1580–1601 Stadt Memmingen, Unterhospital
- 1601–1671 Patrizierfamilie Neubronner, ab 1671 Zersplitterung der Herrschaft in zwölf Teile
- Ab 18. Jahrhundert Unterhospital, Patrizierfamilien Schermar, Eberz[1], von Herman, Heuß, Unold und Zoller
- 1804–1848 im Besitz des Königreichs Bayern bis zu ihrer Auflösung 1848

## Geschichte der Herrschaft

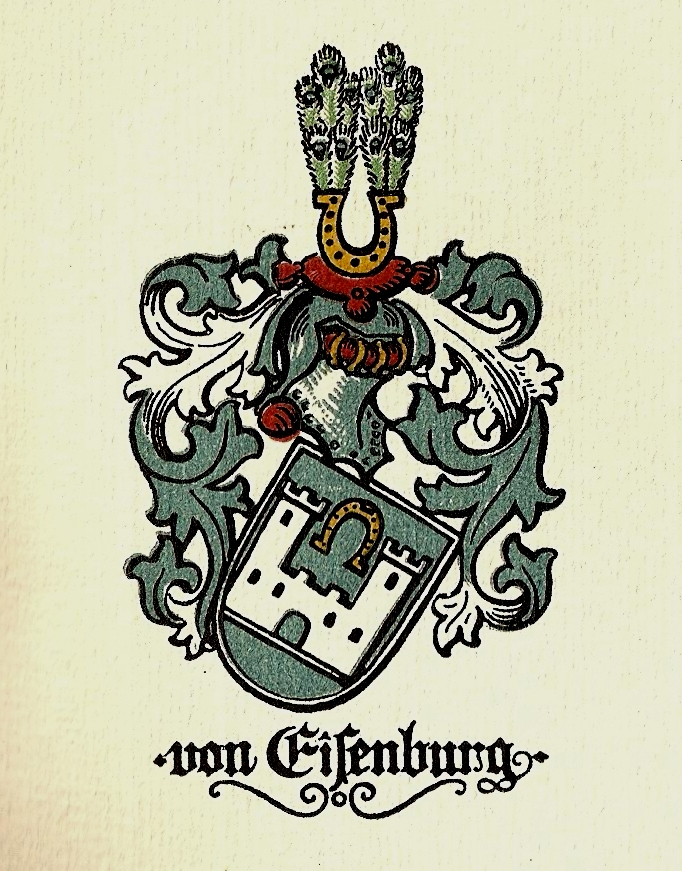
Wappen der Herren von Eisenburg nach Mayr

### Die Ritter von Isenburg 1200 bis 1455
Das Geschlecht der Herren von Eisenburg (Ysenburg, Isenburg) blühte vermutlich um 1200 auf und wurde erstmals 1208 als miles (Ritter) urkundlich erwähnt. Es war eine dynastia imperii, eine freie Reichsherrschaft. Das Rittergeschlecht ist vermutlich aus dem Rossdienst der deutschen Könige hervorgegangen, da viele Besitzungen der Isenburger (Steinheim, Amendingen und Trunkelsberg) zum ehemaligen Gründungsbesitz des Klosters Ottobeuren gehörten. Diese waren wohl um 972 durch Ablösung des Kriegsdienstes an den König gegangen, der sie an treue Anhänger vergab. Die Echtheit der betreffenden Urkunde ist allerdings umstritten. Fest steht, dass das Geschlecht der Isenburger im 11. oder spätestens zu Anfang des 12. Jahrhunderts zu ritterbürtigem Ansehen gelangte, die Fliehburg an der Stelle des heutigen Schlosses zur selben Zeit erbaute und sich nach ihr benannte. Da der Berg, auf dem die Eisenburg steht, eisenhaltig ist und auch die Quellen eisenhaltiges Wasser abgeben, liegt die Vermutung nahe, dass dieser Berg schon in der Frühzeit Eisenberg (Isenperch) genannt wurde. Die Burg wurde dann vermutlich Eisenbergburg genannt. Dieses dreistämmige Wort wurde, so Julius Miedel, nach bekanntem Muster gekürzt. Das helle î wandelte sich in Oberschwaben ungefähr am Anfang des 15. Jahrhunderts in den Doppellaut ei um.

#### Stammbaum
Stammbaum nach Ludwig Mayr mit Jahreszahlen von urkundlichen Erwähnungen.
|                                        |                                        |                                        |                                        |                                        |                                        |                      |                      |                                    |                                    |                                    |                                    |                                    |                                    |          |          |              |              |              |              |                        |                        | Heinrich I. (1208)            |                        |                            |                            |                            |                            |                            |                            |                            |                            |                            |                            |                                 |                                 |                                 |                                 |                                    |                                    |                                    |                                    |                                    |                                    |                              |                              |  |  |                       |                       |                       |                       |                       |                       |  |  |             |             |             |             |             |             |  |  |                         |                         |                         |                         |                         |                         |  |  |          |          |          |          |          |          |  |  |  |  |  |  |  |  |  |  |  |  |
|                                        |                                        |                                        |                                        |                                        |                                        |                      |                      |                                    |                                    |                                    |                                    |                                    |                                    |          |          |              |              |              |              |                        |                        |                               |                        |                            |                            |                            |                            |                            |                            |                            |                            |                            |                            |                                 |                                 |                                 |                                 |                                    |                                    |                                    |                                    |                                    |                                    |                              |                              |  |  |                       |                       |                       |                       |                       |                       |  |  |             |             |             |             |             |             |  |  |                         |                         |                         |                         |                         |                         |  |  |          |          |          |          |          |          |  |  |  |  |  |  |  |  |  |  |  |  |
|                                        |                                        |                                        |                                        |                                        |                                        |                      |                      |                                    |                                    |                                    |                                    |                                    |                                    |          |          |              |              |              |              |                        |                        | Heinrich II. (1267/1286/1288) |                        |                            |                            |                            |                            |                            |                            |                            |                            |                            |                            |                                 |                                 |                                 |                                 |                                    |                                    |                                    |                                    |                                    |                                    |                              |                              |  |  |                       |                       |                       |                       |                       |                       |  |  |             |             |             |             |             |             |  |  |                         |                         |                         |                         |                         |                         |  |  |          |          |          |          |          |          |  |  |  |  |  |  |  |  |  |  |  |  |
|                                        |                                        |                                        |                                        |                                        |                                        |                      |                      |                                    |                                    |                                    |                                    |                                    |                                    |          |          |              |              |              |              |                        |                        |                               |                        |                            |                            |                            |                            |                            |                            |                            |                            |                            |                            |                                 |                                 |                                 |                                 |                                    |                                    |                                    |                                    |                                    |                                    |                              |                              |  |  |                       |                       |                       |                       |                       |                       |  |  |             |             |             |             |             |             |  |  |                         |                         |                         |                         |                         |                         |  |  |          |          |          |          |          |          |  |  |  |  |  |  |  |  |  |  |  |  |
|                                        |                                        |                                        |                                        |                                        |                                        |                      |                      |                                    |                                    |                                    |                                    |                                    |                                    |          |          |              |              |              |              |                        |                        |                               |                        |                            |                            |                            |                            |                            |                            |                            |                            |                            |                            |                                 |                                 |                                 |                                 |                                    |                                    |                                    |                                    |                                    |                                    |                              |                              |  |  |                       |                       |                       |                       |                       |                       |  |  |             |             |             |             |             |             |  |  |                         |                         |                         |                         |                         |                         |  |  |          |          |          |          |          |          |  |  |  |  |  |  |  |  |  |  |  |  |
|                                        |                                        |                                        |                                        |                                        |                                        | Berthold (1294/1298) | Berthold (1294/1298) | Berthold (1294/1298)               | Berthold (1294/1298)               | Berthold (1294/1298)               | Berthold (1294/1298)               |                                    |                                    |          |          |              |              |              |              |                        |                        |                               |                        |                            |                            |                            |                            |                            |                            |                            |                            |                            |                            |                                 |                                 |                                 |                                 | Heinrich der Daxberger (1298/1340) | Heinrich der Daxberger (1298/1340) | Heinrich der Daxberger (1298/1340) | Heinrich der Daxberger (1298/1340) | Heinrich der Daxberger (1298/1340) | Heinrich der Daxberger (1298/1340) |                              |                              |  |  |                       |                       |                       |                       |                       |                       |  |  |             |             |             |             |             |             |  |  |                         |                         |                         |                         |                         |                         |  |  |          |          |          |          |          |          |  |  |  |  |  |  |  |  |  |  |  |  |
|                                        |                                        |                                        |                                        |                                        |                                        | Berthold (1294/1298) | Berthold (1294/1298) | Berthold (1294/1298)               | Berthold (1294/1298)               | Berthold (1294/1298)               | Berthold (1294/1298)               |                                    |                                    |          |          |              |              |              |              |                        |                        |                               |                        |                            |                            |                            |                            |                            |                            |                            |                            |                            |                            |                                 |                                 |                                 |                                 | Heinrich der Daxberger (1298/1340) | Heinrich der Daxberger (1298/1340) | Heinrich der Daxberger (1298/1340) | Heinrich der Daxberger (1298/1340) | Heinrich der Daxberger (1298/1340) | Heinrich der Daxberger (1298/1340) |                              |                              |  |  |                       |                       |                       |                       |                       |                       |  |  |             |             |             |             |             |             |  |  |                         |                         |                         |                         |                         |                         |  |  |          |          |          |          |          |          |  |  |  |  |  |  |  |  |  |  |  |  |
|                                        |                                        |                                        |                                        |                                        |                                        |                      |                      |                                    |                                    |                                    |                                    |                                    |                                    |          |          |              |              |              |              |                        |                        |                               |                        |                            |                            |                            |                            |                            |                            |                            |                            |                            |                            |                                 |                                 |                                 |                                 |                                    |                                    |                                    |                                    |                                    |                                    |                              |                              |  |  |                       |                       |                       |                       |                       |                       |  |  |             |             |             |             |             |             |  |  |                         |                         |                         |                         |                         |                         |  |  |          |          |          |          |          |          |  |  |  |  |  |  |  |  |  |  |  |  |
| Heinrich III. (1340)                   | Heinrich III. (1340)                   | Heinrich III. (1340)                   | Heinrich III. (1340)                   | Heinrich III. (1340)                   | Heinrich III. (1340)                   |                      |                      |                                    |                                    |                                    |                                    | Adelheid                           | Adelheid                           | Adelheid | Adelheid | Adelheid     | Adelheid     |              |              | Ludwig von Rothenstein | Ludwig von Rothenstein | Ludwig von Rothenstein        | Ludwig von Rothenstein | Ludwig von Rothenstein     | Ludwig von Rothenstein     |                            |                            |                            |                            |                            |                            |                            |                            |                                 |                                 |                                 |                                 | Bruno (1366/1387)                  | Bruno (1366/1387)                  | Bruno (1366/1387)                  | Bruno (1366/1387)                  | Bruno (1366/1387)                  | Bruno (1366/1387)                  |                              |                              |  |  |                       |                       |                       |                       |                       |                       |  |  |             |             |             |             |             |             |  |  |                         |                         |                         |                         |                         |                         |  |  |          |          |          |          |          |          |  |  |  |  |  |  |  |  |  |  |  |  |
| Heinrich III. (1340)                   | Heinrich III. (1340)                   | Heinrich III. (1340)                   | Heinrich III. (1340)                   | Heinrich III. (1340)                   | Heinrich III. (1340)                   |                      |                      |                                    |                                    |                                    |                                    | Adelheid                           | Adelheid                           | Adelheid | Adelheid | Adelheid     | Adelheid     |              |              | Ludwig von Rothenstein | Ludwig von Rothenstein | Ludwig von Rothenstein        | Ludwig von Rothenstein | Ludwig von Rothenstein     | Ludwig von Rothenstein     |                            |                            |                            |                            |                            |                            |                            |                            |                                 |                                 |                                 |                                 | Bruno (1366/1387)                  | Bruno (1366/1387)                  | Bruno (1366/1387)                  | Bruno (1366/1387)                  | Bruno (1366/1387)                  | Bruno (1366/1387)                  |                              |                              |  |  |                       |                       |                       |                       |                       |                       |  |  |             |             |             |             |             |             |  |  |                         |                         |                         |                         |                         |                         |  |  |          |          |          |          |          |          |  |  |  |  |  |  |  |  |  |  |  |  |
|                                        |                                        |                                        |                                        |                                        |                                        |                      |                      |                                    |                                    |                                    |                                    |                                    |                                    |          |          |              |              |              |              |                        |                        |                               |                        |                            |                            |                            |                            |                            |                            |                            |                            |                            |                            |                                 |                                 |                                 |                                 |                                    |                                    |                                    |                                    |                                    |                                    |                              |                              |  |  |                       |                       |                       |                       |                       |                       |  |  |             |             |             |             |             |             |  |  |                         |                         |                         |                         |                         |                         |  |  |          |          |          |          |          |          |  |  |  |  |  |  |  |  |  |  |  |  |
| Heinrich IV. (1359/1360)               |                                        |                                        |                                        |                                        |                                        |                      |                      |                                    |                                    |                                    |                                    |                                    |                                    |          |          |              |              |              |              |                        |                        |                               |                        |                            |                            |                            |                            |                            |                            |                            |                            |                            |                            |                                 |                                 |                                 |                                 |                                    |                                    |                                    |                                    |                                    |                                    |                              |                              |  |  |                       |                       |                       |                       |                       |                       |  |  |             |             |             |             |             |             |  |  |                         |                         |                         |                         |                         |                         |  |  |          |          |          |          |          |          |  |  |  |  |  |  |  |  |  |  |  |  |
|                                        |                                        |                                        |                                        |                                        |                                        |                      |                      |                                    |                                    |                                    |                                    |                                    |                                    |          |          |              |              |              |              |                        |                        |                               |                        |                            |                            |                            |                            |                            |                            |                            |                            |                            |                            |                                 |                                 |                                 |                                 |                                    |                                    |                                    |                                    |                                    |                                    |                              |                              |  |  |                       |                       |                       |                       |                       |                       |  |  |             |             |             |             |             |             |  |  |                         |                         |                         |                         |                         |                         |  |  |          |          |          |          |          |          |  |  |  |  |  |  |  |  |  |  |  |  |
|                                        |                                        |                                        |                                        |                                        |                                        |                      |                      |                                    |                                    |                                    |                                    |                                    |                                    |          |          |              |              |              |              |                        |                        |                               |                        |                            |                            |                            |                            |                            |                            |                            |                            |                            |                            |                                 |                                 |                                 |                                 |                                    |                                    |                                    |                                    |                                    |                                    |                              |                              |  |  |                       |                       |                       |                       |                       |                       |  |  |             |             |             |             |             |             |  |  |                         |                         |                         |                         |                         |                         |  |  |          |          |          |          |          |          |  |  |  |  |  |  |  |  |  |  |  |  |
|                                        |                                        |                                        |                                        |                                        |                                        |                      |                      |                                    |                                    |                                    |                                    |                                    |                                    |          |          |              |              |              |              |                        |                        |                               |                        |                            |                            |                            |                            |                            |                            |                            |                            |                            |                            |                                 |                                 |                                 |                                 |                                    |                                    |                                    |                                    |                                    |                                    |                              |                              |  |  |                       |                       |                       |                       |                       |                       |  |  |             |             |             |             |             |             |  |  |                         |                         |                         |                         |                         |                         |  |  |          |          |          |          |          |          |  |  |  |  |  |  |  |  |  |  |  |  |
| Heinrich V.                            | Heinrich V.                            | Heinrich V.                            | Heinrich V.                            | Heinrich V.                            | Heinrich V.                            |                      |                      | Amalie Truchsessin von Dießenhofen | Amalie Truchsessin von Dießenhofen | Amalie Truchsessin von Dießenhofen | Amalie Truchsessin von Dießenhofen | Amalie Truchsessin von Dießenhofen | Amalie Truchsessin von Dießenhofen |          |          |              |              |              |              | Burkhard der Chorherr  | Burkhard der Chorherr  | Burkhard der Chorherr         | Burkhard der Chorherr  | Burkhard der Chorherr      | Burkhard der Chorherr      |                            |                            |                            |                            | Katharina verh. Kunzelmann | Katharina verh. Kunzelmann | Katharina verh. Kunzelmann | Katharina verh. Kunzelmann | Katharina verh. Kunzelmann      | Katharina verh. Kunzelmann      |                                 |                                 |                                    |                                    |                                    |                                    |                                    |                                    |                              |                              |  |  |                       |                       |                       |                       |                       |                       |  |  |             |             |             |             |             |             |  |  |                         |                         |                         |                         |                         |                         |  |  |          |          |          |          |          |          |  |  |  |  |  |  |  |  |  |  |  |  |
| Heinrich V.                            | Heinrich V.                            | Heinrich V.                            | Heinrich V.                            | Heinrich V.                            | Heinrich V.                            |                      |                      | Amalie Truchsessin von Dießenhofen | Amalie Truchsessin von Dießenhofen | Amalie Truchsessin von Dießenhofen | Amalie Truchsessin von Dießenhofen | Amalie Truchsessin von Dießenhofen | Amalie Truchsessin von Dießenhofen |          |          |              |              |              |              | Burkhard der Chorherr  | Burkhard der Chorherr  | Burkhard der Chorherr         | Burkhard der Chorherr  | Burkhard der Chorherr      | Burkhard der Chorherr      |                            |                            |                            |                            | Katharina verh. Kunzelmann | Katharina verh. Kunzelmann | Katharina verh. Kunzelmann | Katharina verh. Kunzelmann | Katharina verh. Kunzelmann      | Katharina verh. Kunzelmann      |                                 |                                 |                                    |                                    |                                    |                                    |                                    |                                    |                              |                              |  |  |                       |                       |                       |                       |                       |                       |  |  |             |             |             |             |             |             |  |  |                         |                         |                         |                         |                         |                         |  |  |          |          |          |          |          |          |  |  |  |  |  |  |  |  |  |  |  |  |
|                                        |                                        |                                        |                                        |                                        |                                        |                      |                      |                                    |                                    |                                    |                                    |                                    |                                    |          |          |              |              |              |              |                        |                        |                               |                        |                            |                            |                            |                            |                            |                            |                            |                            |                            |                            |                                 |                                 |                                 |                                 |                                    |                                    |                                    |                                    |                                    |                                    |                              |                              |  |  |                       |                       |                       |                       |                       |                       |  |  |             |             |             |             |             |             |  |  |                         |                         |                         |                         |                         |                         |  |  |          |          |          |          |          |          |  |  |  |  |  |  |  |  |  |  |  |  |
|                                        |                                        |                                        |                                        |                                        |                                        |                      |                      |                                    |                                    |                                    |                                    |                                    |                                    |          |          |              |              |              |              |                        |                        |                               |                        |                            |                            |                            |                            |                            |                            |                            |                            |                            |                            |                                 |                                 |                                 |                                 |                                    |                                    |                                    |                                    |                                    |                                    |                              |                              |  |  |                       |                       |                       |                       |                       |                       |  |  |             |             |             |             |             |             |  |  |                         |                         |                         |                         |                         |                         |  |  |          |          |          |          |          |          |  |  |  |  |  |  |  |  |  |  |  |  |
|                                        |                                        |                                        |                                        |                                        |                                        |                      |                      |                                    |                                    |                                    |                                    |                                    |                                    |          |          |              |              |              |              |                        |                        |                               |                        |                            |                            |                            |                            |                            |                            |                            |                            |                            |                            |                                 |                                 |                                 |                                 |                                    |                                    |                                    |                                    |                                    |                                    |                              |                              |  |  |                       |                       |                       |                       |                       |                       |  |  |             |             |             |             |             |             |  |  |                         |                         |                         |                         |                         |                         |  |  |          |          |          |          |          |          |  |  |  |  |  |  |  |  |  |  |  |  |
| Heinrich VI. der Ältere, der Verkäufer | Heinrich VI. der Ältere, der Verkäufer | Heinrich VI. der Ältere, der Verkäufer | Heinrich VI. der Ältere, der Verkäufer | Heinrich VI. der Ältere, der Verkäufer | Heinrich VI. der Ältere, der Verkäufer |                      |                      | 2. Frau Dorothea von Freyberg      | 2. Frau Dorothea von Freyberg      | 2. Frau Dorothea von Freyberg      | 2. Frau Dorothea von Freyberg      | 2. Frau Dorothea von Freyberg      | 2. Frau Dorothea von Freyberg      |          |          | Vitus (Veit) | Vitus (Veit) | Vitus (Veit) | Vitus (Veit) | Vitus (Veit)           | Vitus (Veit)           |                               |                        | Elisabeth von Schellenberg | Elisabeth von Schellenberg | Elisabeth von Schellenberg | Elisabeth von Schellenberg | Elisabeth von Schellenberg | Elisabeth von Schellenberg |                            |                            | Margaretha                 | Margaretha                 | Margaretha                      | Margaretha                      | Margaretha                      | Margaretha                      |                                    |                                    | 1. Mann Ulrich von Königseck       | 1. Mann Ulrich von Königseck       | 1. Mann Ulrich von Königseck       | 1. Mann Ulrich von Königseck       | 1. Mann Ulrich von Königseck | 1. Mann Ulrich von Königseck |  |  | 2. Mann Georg Zwicker | 2. Mann Georg Zwicker | 2. Mann Georg Zwicker | 2. Mann Georg Zwicker | 2. Mann Georg Zwicker | 2. Mann Georg Zwicker |  |  | Schwester ? | Schwester ? | Schwester ? | Schwester ? | Schwester ? | Schwester ? |  |  | Heinrich von Heimhoffen | Heinrich von Heimhoffen | Heinrich von Heimhoffen | Heinrich von Heimhoffen | Heinrich von Heimhoffen | Heinrich von Heimhoffen |  |  | Johannes | Johannes | Johannes | Johannes | Johannes | Johannes |  |  |  |  |  |  |  |  |  |  |  |  |
| Heinrich VI. der Ältere, der Verkäufer | Heinrich VI. der Ältere, der Verkäufer | Heinrich VI. der Ältere, der Verkäufer | Heinrich VI. der Ältere, der Verkäufer | Heinrich VI. der Ältere, der Verkäufer | Heinrich VI. der Ältere, der Verkäufer |                      |                      | 2. Frau Dorothea von Freyberg      | 2. Frau Dorothea von Freyberg      | 2. Frau Dorothea von Freyberg      | 2. Frau Dorothea von Freyberg      | 2. Frau Dorothea von Freyberg      | 2. Frau Dorothea von Freyberg      |          |          | Vitus (Veit) | Vitus (Veit) | Vitus (Veit) | Vitus (Veit) | Vitus (Veit)           | Vitus (Veit)           |                               |                        | Elisabeth von Schellenberg | Elisabeth von Schellenberg | Elisabeth von Schellenberg | Elisabeth von Schellenberg | Elisabeth von Schellenberg | Elisabeth von Schellenberg |                            |                            | Margaretha                 | Margaretha                 | Margaretha                      | Margaretha                      | Margaretha                      | Margaretha                      |                                    |                                    | 1. Mann Ulrich von Königseck       | 1. Mann Ulrich von Königseck       | 1. Mann Ulrich von Königseck       | 1. Mann Ulrich von Königseck       | 1. Mann Ulrich von Königseck | 1. Mann Ulrich von Königseck |  |  | 2. Mann Georg Zwicker | 2. Mann Georg Zwicker | 2. Mann Georg Zwicker | 2. Mann Georg Zwicker | 2. Mann Georg Zwicker | 2. Mann Georg Zwicker |  |  | Schwester ? | Schwester ? | Schwester ? | Schwester ? | Schwester ? | Schwester ? |  |  | Heinrich von Heimhoffen | Heinrich von Heimhoffen | Heinrich von Heimhoffen | Heinrich von Heimhoffen | Heinrich von Heimhoffen | Heinrich von Heimhoffen |  |  | Johannes | Johannes | Johannes | Johannes | Johannes | Johannes |  |  |  |  |  |  |  |  |  |  |  |  |
|                                        |                                        |                                        |                                        |                                        |                                        |                      |                      |                                    |                                    |                                    |                                    |                                    |                                    |          |          |              |              |              |              |                        |                        |                               |                        |                            |                            |                            |                            |                            |                            |                            |                            |                            |                            |                                 |                                 |                                 |                                 |                                    |                                    |                                    |                                    |                                    |                                    |                              |                              |  |  |                       |                       |                       |                       |                       |                       |  |  |             |             |             |             |             |             |  |  |                         |                         |                         |                         |                         |                         |  |  |          |          |          |          |          |          |  |  |  |  |  |  |  |  |  |  |  |  |
|                                        |                                        |                                        |                                        |                                        |                                        |                      |                      |                                    |                                    |                                    |                                    |                                    |                                    |          |          |              |              |              |              |                        |                        |                               |                        |                            |                            |                            |                            |                            |                            |                            |                            |                            |                            |                                 |                                 |                                 |                                 |                                    |                                    |                                    |                                    |                                    |                                    |                              |                              |  |  |                       |                       |                       |                       |                       |                       |  |  |             |             |             |             |             |             |  |  |                         |                         |                         |                         |                         |                         |  |  |          |          |          |          |          |          |  |  |  |  |  |  |  |  |  |  |  |  |
|                                        |                                        |                                        |                                        |                                        |                                        |                      |                      |                                    |                                    |                                    |                                    |                                    |                                    |          |          |              |              |              |              |                        |                        |                               |                        |                            |                            |                            |                            |                            |                            |                            |                            |                            |                            |                                 |                                 |                                 |                                 |                                    |                                    |                                    |                                    |                                    |                                    |                              |                              |  |  |                       |                       |                       |                       |                       |                       |  |  |             |             |             |             |             |             |  |  |                         |                         |                         |                         |                         |                         |  |  |          |          |          |          |          |          |  |  |  |  |  |  |  |  |  |  |  |  |
|                                        |                                        |                                        |                                        |                                        |                                        |                      |                      |                                    |                                    |                                    |                                    |                                    |                                    |          |          |              |              |              |              |                        |                        |                               |                        |                            |                            |                            |                            |                            |                            |                            |                            |                            |                            |                                 |                                 |                                 |                                 |                                    |                                    |                                    |                                    |                                    |                                    |                              |                              |  |  |                       |                       |                       |                       |                       |                       |  |  |             |             |             |             |             |             |  |  |                         |                         |                         |                         |                         |                         |  |  |          |          |          |          |          |          |  |  |  |  |  |  |  |  |  |  |  |  |
| Veit                                   | Veit                                   | Veit                                   | Veit                                   | Veit                                   | Veit                                   |                      |                      | Bruno                              | Bruno                              | Bruno                              | Bruno                              | Bruno                              | Bruno                              |          |          | Hainrich     | Hainrich     | Hainrich     | Hainrich     | Hainrich               | Hainrich               |                               |                        | Pupelin                    | Pupelin                    | Pupelin                    | Pupelin                    | Pupelin                    | Pupelin                    |                            |                            |                            |                            | Heinrich der Jüngere der Räuber | Heinrich der Jüngere der Räuber | Heinrich der Jüngere der Räuber | Heinrich der Jüngere der Räuber | Heinrich der Jüngere der Räuber    | Heinrich der Jüngere der Räuber    |                                    |                                    |                                    |                                    |                              |                              |  |  |                       |                       |                       |                       |                       |                       |  |  |             |             |             |             |             |             |  |  |                         |                         |                         |                         |                         |                         |  |  |          |          |          |          |          |          |  |  |  |  |  |  |  |  |  |  |  |  |

#### Heinrich I.
Heinrich der I. trat das erste Mal in einer Urkunde vom 23. Mai 1208 in Erscheinung. Er versprach gemeinsam mit Werner von Erolzheim das Vogtrecht über die dem Kloster Ochsenhausen zugehörigen Menschen zu Eichenberg, Erolzheim, Bonlanden, Beuren, Waltenhofen, Kirchdorf wie gebührlich oder wie innen steht zu üben.

#### Heinrich II.

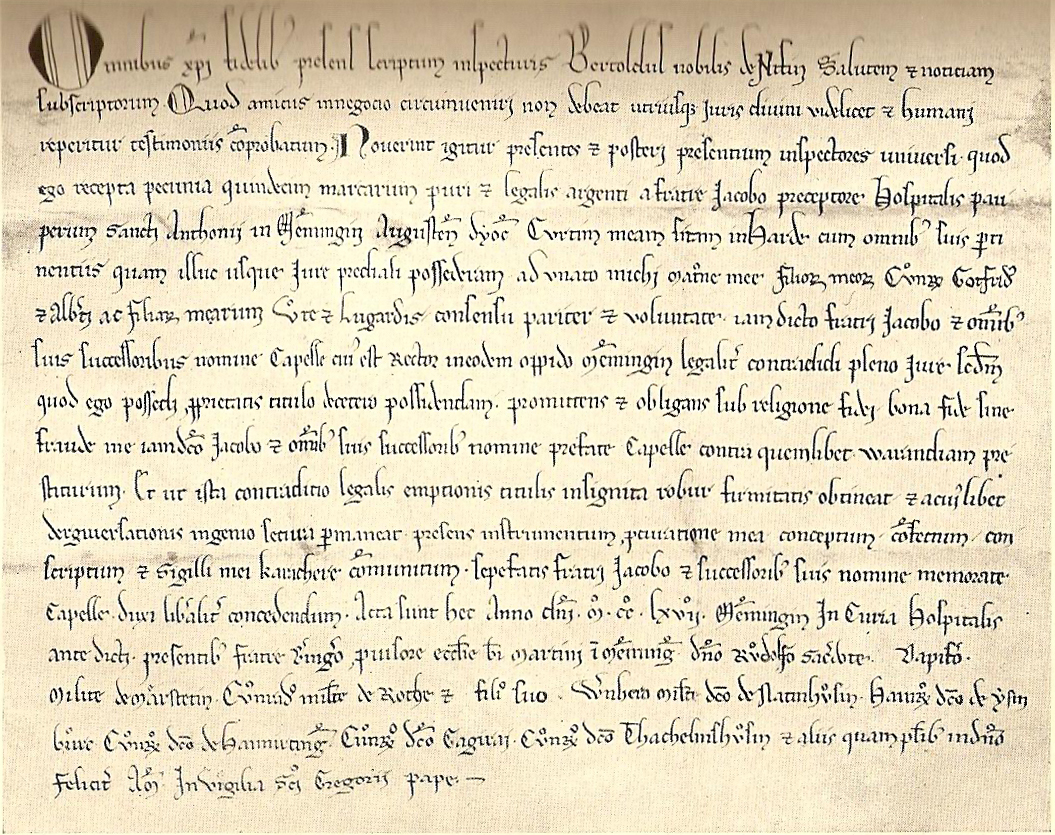
Verkaufsurkunde von 1267 (Siegel abgeschnitten)

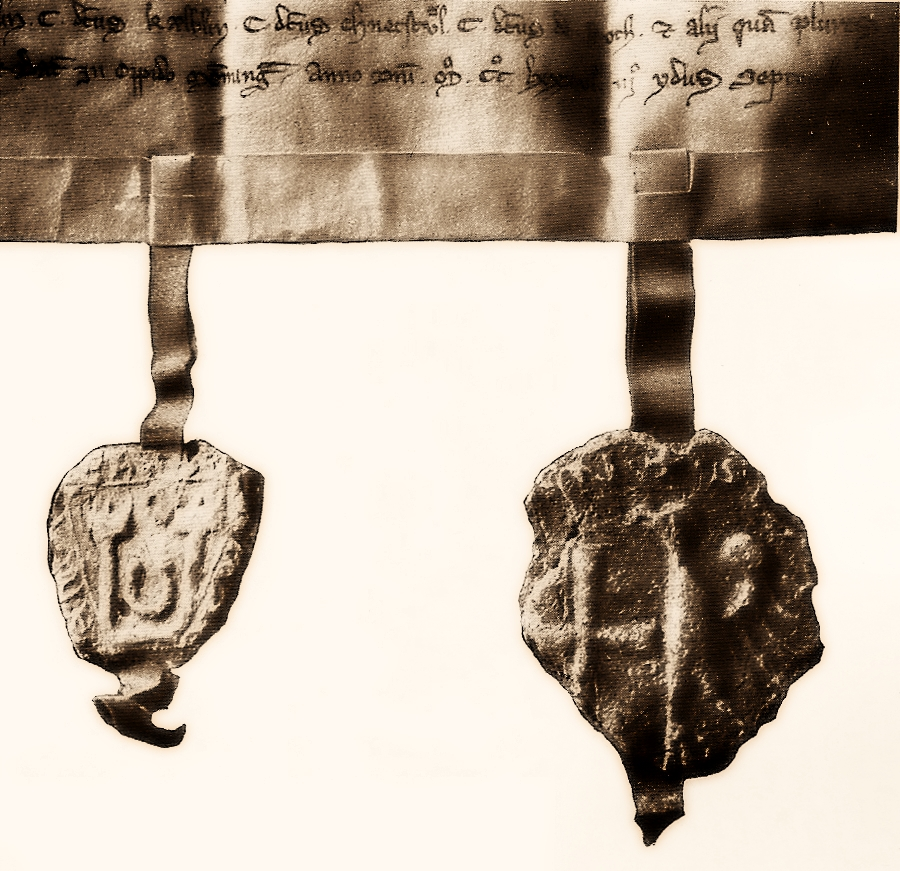
Ältestes Siegel der Isenburger (links) mit einem der ältesten der Stadt Memmingen (rechts) von 1286

Über Heinrich II. wurde das erste Mal in einer Verkaufsurkunde vom 27. November 1267 berichtet. Am 11. September 1286 verzichtete er in Oppido Memmingen als Hainricus miles de Ysenburch zu Gunsten des Klosters Weingarten auf ein Gut Steinheim. Von dieser Urkunde stammt das älteste Siegel der Eisenburger und eines der ältesten der Stadt Memmingen. Dieses Siegel zeigt auch bereits die Wappeninsignien mit Burg und Hufeisen.
1288 zog er mit seinen Truppen und mit denen des Kaisers Rudolf I. nach Aufruf des Abts von Kempten, Konrad von Gundelfingen, gegen die Besitzungen der Abtei St. Gallen. Der Krieg nahm anfangs einen günstigen Verlauf. Zuerst brachten die Verbündeten Neu-Ravensburg und allen Besitz des Klosters nördlich des Bodensees in ihre Gewalt. Jenseits des Sees ergaben sich Stadt und Stift St. Gallen ohne Kampf. Die Festen des Stifts verteidigten sich weiterhin. Die Burg Clanx im Appenzellerland wurde erst nach sechs Wochen Belagerung durch Verrat genommen; Wildberg durch Beschießung und Untergraben der Mauern. Vor der starken Feste Iberg erlitt Heinrich starken Schaden an Schlachtrossen und Barschaft. Aber auch diese Feste wurde letztendlich bezwungen.

#### Berthold
Über Berthold ist nur so viel bekannt, dass der Krieg gegen das Stift St. Gallen das Kloster Kempten in große finanzielle Nöte gestürzt hatte, die es durch zahlreiche Verkäufe auszugleichen suchte. So erwarb Berthold 1294 die Burg Marstetten sowie Leuthen, mit Gütern, mit Bruggen, mit Zöllen, mit Mühlinnen, mit Mühlstatten, mit Holz, mit Veldt, mit Aeckern, mit Wiesen, mit Wässer, mit Fischen, mit Bäumen, mit Rechten um 450 Pfund Mark löthigen Silbers und Kempter Gewäges. Sofort trug Berthold die Burg dem Kloster wieder als Lehen auf. Sehr lange wird die Burg aber nicht im Besitz derer von Eisenburg gewesen sein. Bereits 1351 wurde sie von einem Friedrich von Lachen, der wohl zwischenzeitlich Besitzer der Burg war, weiterverkauft. 1298 veräußerte er ein Gut in Steinheim an das Kloster Roth.

#### Heinrich III.
Erst 1340 wurde Heinrich III. urkundlich fassbar. Er wurde am 20. Januar von Herzog Albrecht von Oesterreich für die treuen Dienste, die er ihm und seinen Brüdern selig getan, mit dem Zoll zu Memmingen als rechtem Lehen beschenkt. 1341 erhielt er die Zins- oder recht Mannslehen zu Memmingen und Kempten, die Albrecht von dem „Walse“ gekauft hatte. Heinrich wurde von ihm als sein getreuer Heinrich von Eysenburg bezeichnet. Zu dieser Zeit lag Schwaben in äußeren und inneren Kämpfen. Albrecht I. hatte nach seinem Sieg über Adolf von Nassau in der Schlacht bei Göllheim, bei dem ihn die schwäbischen Stände unterstützten, den Dank bald vergessen, zog verjährte Reichslehen ein und plante Schweiz und Schwaben zu einem Erbfürstentum zu vereinigen. Nach seiner Ermordung durch seinen Neffen Johann von Schwaben überzogen sein Sohn, Friedrich der Schöne, und dessen Bruder Leopold Bayern mit Krieg. Als es dann auch um die Krone ging, spaltete sich Schwaben in zwei Parteien. Die stärkere, der Adel, unterstützte die Habsburger, während die Städte überwiegend zu Ludwig hielten. Die Eisenburger hatten anscheinend ihre ganze Kraft für das Erzhaus eingesetzt, darum der Dank für treue Dienste.

#### Heinrich IV.
Heinrich IV., auch „der Junge“ oder „des alten Herrn Heinrich selig Sohn“ genannt, wird erstmals in einer Urkunde von 1359 erwähnt, als Klara von Winterstetten ihre Eisenburgischen Güter verkaufte. Da er kurz vorher volljährig geworden war, dürfte er um 1340 geboren sein. Er heiratete eine Tochter von Burkhard von Ellerbach und war ein Schwager von Friedrich von Rotenstein. Am 15. Juni 1361 vermachte er ein Gut zu Amendingen dem Memminger Augustinerkloster als Zinslehen. 1366 starb der Heinrich der Daxberger Linie und bis 1370 verwaltete Heinrich IV. das Gut zu Mitteldaxberg für seinen noch nicht volljährigen Vetter Bruno von Eisenburg.

#### Burkhard
Burkhard widmete sich dem geistlichen Stand und brachte es zur Würde eines Propstes von St. Moritz in Augsburg (1396), nachdem er bereits 1393 im Besitz eines Kanonikates an der Kathedralkirche dort gewesen war. 1407 stieg er zum Dompropst in Augsburg auf. In seine Zeit fiel eine Bischofswahl, nachdem Bischof Eberhard 1411 gestorben war. Die Wahl war zwiespältig, ein Teil des Domkapitels gab Anselm von Nenningen, ein andrer Friedrich von Grafeneck seine Stimme. Beide Parteien stritten sich, wobei es 1419 im Dom sogar zu blutigen Auftritten kam, bis Papst Martin V. 1421 kurzerhand beide Bischöfe absetzte und eine neue Wahl anordnete, aus der 1423 wieder zwei Kandidaten hervorgingen: Burkhard von Eisenburg und Berchthold von Reinhartsweil. Der Papst lehnte beide ab und setzte Peter von Schaumberg auf den Stuhl des heiligen Ulrich. Der Name Puppelin, unter dem Burkhard meist erscheint, ist vermutlich ein aus der Kindheit verbliebener, damals nicht seltener Kosename. Burkhard war auch rechtlicher Inhaber der Pfarrei Steinheim, bis er 1437 freiwillig resignierte. Er starb am 9. April 1438.

#### Heinrich V.

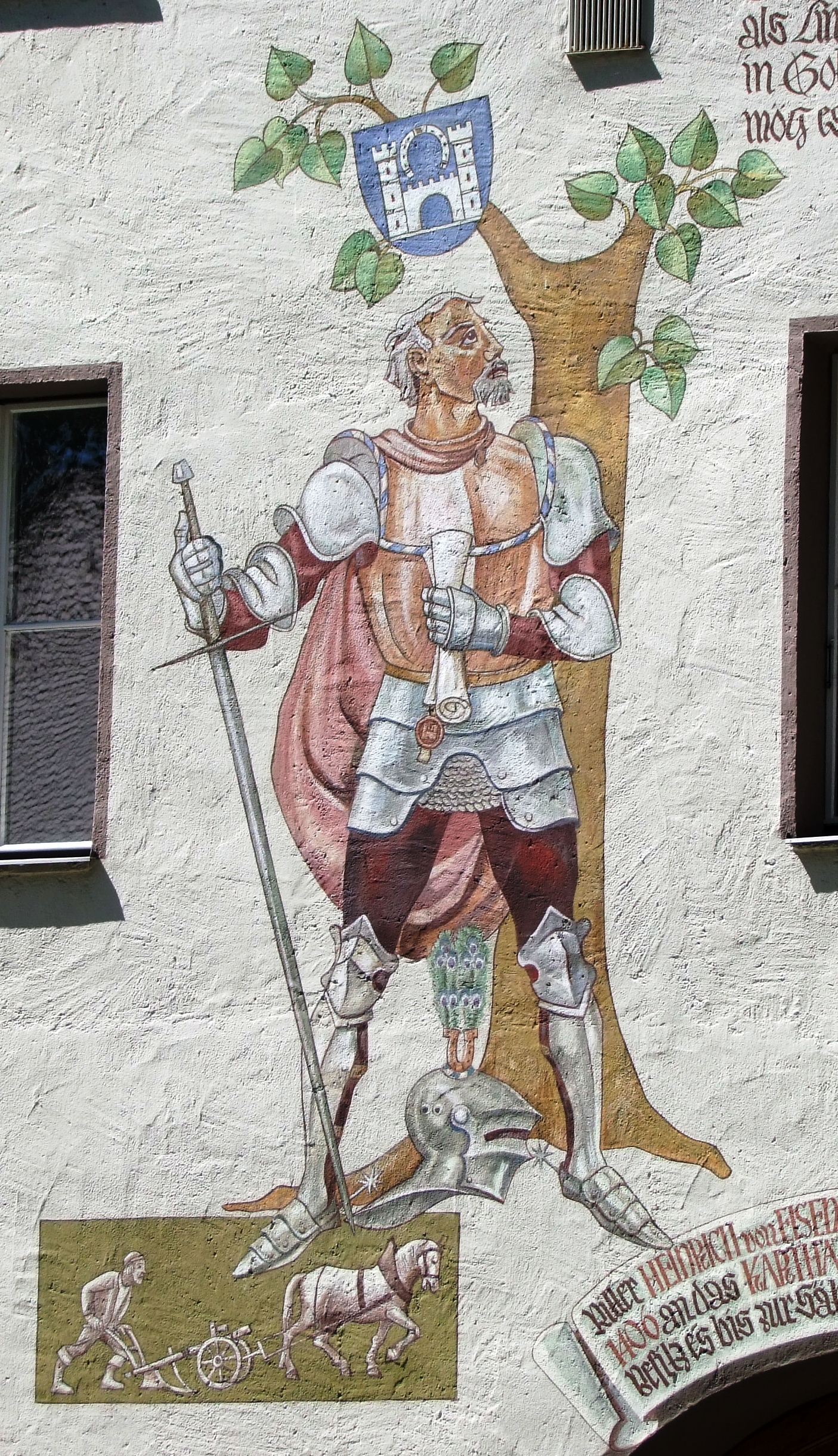
Fantasiebildnis Heinrichs V. am Buxheimer Haus in Memmingen

Heinrich V. trat am 24. Februar 1398 als Mitsiegler eines Vertrages zwischen Heinrich von Ellerbach und dem Abt Albrecht mit dem Konvent zu Ursberg auf. Er verkaufte am 4. Mai 1401 alle seine Rechte an dem Kirchensatz und der Lehenschaft der Kirche zu „Dikkierißhusen“ (Dickenreishausen) mit weiteren Rechten um 40 Gulden an die Memminger Patrizierfamilie Stüdlin. Dieser Verkauf lässt vermuten, dass die einstigen Besitzer, die Daxberger Linie, ausgestorben und ihre Güter und Rechte an die Hauptlinie zurückgefallen waren.
Die Brüder Heinrich und Burkhard trugen auch zur Gründung der Kartause Buxheim bei. „Um ir besundere Nutzens und notturft wegen“ gaben sie „in den Vasten deß nechsten Afftermontage vor dem Sontag als man singete Letare“ Heinrich von Ellerbach, Propst des Gotteshaus-Stifts zu Buxheim und den Chorherren desselben Gotteshauses die Vogtei und alle ihre Rechte über diese mit dessen Leuten und Gütern zu Buxheim um 900 Gulden. Mit diesen Gütern und Rechten konnte Heinrich von Ellerbach die Gründung der Kartause vorantreiben. 1402, im Jahr der Gründung der Kartause, folgte der Verkauf der niederen Gerichte zu Buxheim. Am 17. Dezember 1406 ging das Haus „mit Stadel, Hof, Hofrait, und Gesäß zu Memmingen, hinter St. Martins Pfarrhof bei der Kirchenmauer“, als Stadthaus an die Kartause. Das Buxheimer Haus verblieb 400 Jahre bis zur Säkularisation 1806 im Besitz der Kartause.
Mit diesen Verkäufen begann der langsame Verfall der Herrschaft Eisenburg. Den im Jahre 1399 begonnenen Abbröckelungen folgte 1407 der Verkauf eines Drittels des Laienzehnten und eines Gutes in Berg an das Memminger Unterhospital für 490 Gulden, 1408 an St. Valentin der Verkauf des Satzes und Erbrechtes der Mahlmühle zu Amendingen und der zwei Schleifmühlen mit Zugehör und einer bestimmten Anzahl jährlichen Mühlguts um 100 Pfund Heller an „Utzen, den Müller zu Sunthain“ (Sontheim). 1415 verloren die Isenburger den Meierhof, den Zehnt und weitere Rechte zu Boos.
Im Jahre 1407 zog Heinrich V. gemeinsam mit den Bischöfen von Augsburg und Konstanz, dem Herzog von Teck, sieben Grafen, acht Freiherren, 22 Rittern und 58 Edelknechten als Ritterbund St. Georgenschild in den Krieg gegen die Appenzeller. Erst am 13. Januar 1413 gelang es, den Appenzellern vor Bregenz eine entscheidende Niederlage beizubringen. Heinrich war im gleichen Jahre Teilnehmer an einem Gesellschaftsbrief, einer Art Bündnis, der drei Parteien im Allgäu, im Hegau und an der oberen Donau vereinte, „daß wir alle und die unsern desto baß mit einander in Freindschaft bestan und bey gleichem bleiben mögen“. Dass er hohes Ansehen genoss, lässt sich aus der Tatsache ablesen, dass er unter den erstgenannten Mitgliedern war, unmittelbar nach Marquard von Schellenberg.
Die von Schellenberg waren auch die Hauptfiguren einer Begebenheit um 1408, in die auch Heinrich verwickelt war. Im Laufe der Jahre entwickelte sich daraus eine Legende:

„Im Iahre 1408 hielt Burkhard von Schellenberg am St. Elisabethentag fröhlichen Hochzeitszug von Augsburg gen Seifriedsberg. Die Braut war Frau Elisabeth von Argon, Witwe des Hans Rehlinger […]. Unter den zahlreichen Gästen befand sich auch der mit den Schellenberg eng verwandte Heinrich von Eisenburg. Bei Ustersbach wurde die aus 70 Personen bestehende Gesellschaft unvermutet von „einer großen partey Landspergischer Reuter unter Fuehrung des Hans von Fullenbach“ angegriffen, welchen die Herzöge Ernst und Wilhelm von Bayern angestiftet hatten. Der Bräutigam und sein Bruder wurden niedergemacht, auf „Heinrich von Eyssenburg“ aber war die Sache abgesehen. Die ganze Gesellschaft wurde nach Landsberg gefangen geführt und dann gegen schweres Lösegeld freigegeben. — Die Braut hatte den Schellenberg dem von Fullenbach (Villenbach) vorgezogen und dieser deshalb aus Rache den Bräutigam mit einem Pfeil erschossen. Der verschmähte Liebhaber Hans (Cunz) bemächtigte sich dann der Braut und führte dieselbe auf seine Feste Villenbach. Als dann die Augsburger unter Führung des Hans von Königseck, dessen Hand Elsbeth ebenfalls ausgeschlagen, Vergeltung übten und die Feste Villenbach hart bedrängten, entfloh Cunz, an der Hand seine Gefangene mitschleppend, durch einen unterirdischen Gang. Im Augenblick aber, als er dieselbe durch einen Stich töten wollte, kam Hans von Königseck dazu, erschlug den Wüterich und eroberte sich hiedurch Herz und Hand der Geretteten. Villenbach wurde dem Erdboden gleich gemacht, dem erschlagenen Burkhard aber bei Ustersbach ein Denkmal gesetzt.“

Tatsache ist, dass Burkhard 1408 die Herzöge Ernst und Wilhelm von Bayern befehdete. Wahrscheinlicher ist aber, dass er wohl durch deren Untertanen im ehrlichen Kampfe fiel. Sein Tod rief eine größere Fehde hervor; nunmehr bekriegten die Schellenberger und ihre Vettern, die Eisenburger, die genannten Herzöge. Dabei gerieten sowohl Heinrich als auch sein Bruder Burkhard in bayerische Gefangenschaft. Am 25. November 1408 wurden sie gegen Unterzeichnung einer Urfehde wieder freigelassen. 1409 schloss Heinrich von Schellenberg zu Wagegg mit den Herzögen Frieden. Sie mussten dem erschlagenen Burkhard einen Jahrtag stiften und am Ort seines Todes einen marmornen Sühnestein errichten. Dieser kann noch in Ustersbach besichtigt werden. Zur Legende hinzugefügt wurde wohl auch, dass sich die Augsburger und die Villenbacher schon länger befehdeten. 1351 fielen sie in Augsburger Gebiet ein und zerstörten 1357 die Stephinger Vorstadt. Die Herzöge von Bayern waren weder den Augsburgern noch den Eisenburgern gut gesinnt, vermutlich hatten sie den verliebten Cunz von Villenbach als Werkzeug genutzt, um beiden Teilen Schaden zuzufügen.
Die Lehnsabhängigkeit der Eisenburger zum Kempter Stift zeigte sich wieder 1414, als Fürstabt Friedrich von Kempten im November mit großem Gefolge, zu dem auch Heinrich V. gehörte, zur Eröffnung des Konzils nach Konstanz reiste. Letztmals wurde Heinrich 1419 in einem Lehensbrief erwähnt.

#### Heinrich VI.
Heinrich VI. und Veit waren Geschwister. Heinrich muss der ältere von beiden gewesen sein, da er den Hauptteil des Erbes samt dem Hauptsitz, der Eisenburg, für sich beanspruchte. Das Bruderpaar erbte die Herrschaft Wagegg mit ihren verbliebenen Besitzungen wie zum Beispiel der Vögelesmühle. Dieselbe hatten die Schellenberg innegehabt, nachdem die Marschälle von Wageck, die sich gleichzeitig mit den Isenburgern aus dem Dienstmannstande selbständig gemacht hatten, um 1374 ausgestorben waren. Zustande kam die Vererbung wohl dadurch, dass sowohl Heinrich als auch Veit mit Schellenbergerischen Erbtöchtern verheiratet waren. Heinrich wurde 1434 mit Veit förmlich durch das Stift Kempten belehnt und beide handelten öfter dort selbständig. Die Herrschaft wurde schon 1443 großer Notdurft halber für 8800 Goldgulden an den Augsburger Bürger Martin Engelschalk verkauft. Der Besitzwechsel fand aber noch vor der Vergantung seines Bruders Veit statt. Am 28. Februar 1444 folgte ein weiterer großer Verkauf: der Maierhof zu Unterholzgünz an das Memminger Spital. Im gleichen Jahr wurde auch Oberholzgünz mit Burgstall und Graben, mit Gerichten, Ehehaften, Zwingen, Bännen, Gültern, Diensten, Rechten usw. veräußert. 1448 ging das Dorf Steinheim für 6700 Gulden mit allen Zugehörungen, auch Tafernen, Schmiedweid, Kirchensatz, Widmen, Vischenzen und Hölzern an das Memminger Unterhospital. Mit einigen weiteren kleinen Verkäufen hatte Heinrich damit schon einen großen Teil der Herrschaft verkauft. Er suchte sich einen Altensitz bei Egelsee. Kaiser Friedrich (damals noch römisch-deutscher König) genehmigte ihm am 26. Mai 1447, auf seinem eigenen Grund und Boden an seinen Wasserflüssen eine Mühle zu bauen und es soll dieselbe des Reichs Lehen sein.
Am 21. Februar 1455 erfolgte nun der Verkauf des Stammsitzes an Jörgen Mair, Hansen und Josen Settelin (Sättelin), alle drei Bürger zu Memmingen. Die Kaufsumme betrug 6000 Gulden. Am 3. Oktober 1457 bestätigte Kaiser Friedrich III. den Kaufbrief mit dem ganzen Inhalt, auch mit Wildbann und Jagdrecht. Damit endete faktisch die Herrschaft derer von Eisenburg.
Heinrich betätigte sich aber weiterhin als Vermittler. So vermittelte er 1460 in einem Streit zwischen Ulrich von Württemberg und der Stadt Memmingen, die einen Diener Ulrichs hatte festnehmen lassen. Dadurch kam es zur Fehde und Ulrich schickte sein Kriegsvolk unter dem Befehl Hans von Rechbergs. Nach Belagerung der Stadt, der Plünderung und Brandschatzung von Volkratshofen, Steinheim, Amendingen und Pleß musste die Stadt schließlich, nachdem sie trotz Vermittlung durch Konrad von Stein, Marquard von Schellenberg und eben Heinrich von Eisenburg den Hans von Rechberg nicht zur Herausgabe der Gefangenen und des Viehes bewegen konnte, am 27. Juni zu Merklingen einen Friedensvertrag unterzeichnen und die Gefangenen und Vieh auslösen. 1462 schlichtete Heinrich als Schiedsmann einen Streit zwischen der Priorin des St. Elsbethenklosters in Memmingen und dem Abt von Ochsenhausen. Er starb vermutlich im Jahr 1470. Sein Erbe ging an die Freiherren von Laubenberg.

#### Veit
Veit wird erstmals der Abschrift einer Urkunde von 1424 genannt. In dieser wird der von den Österreichern als Dank überlassene Salzzoll zu Memmingen an die Stadt verkauft, wofür sie jährlich ein Gulden erhielten. Er ist verheiratet mit einer Elisabeth von Schellenberg. Diese scheint früh gestorben zu sein, so dass er noch ein zweites Mal eine Dorothea von Freyburg heiratet. Schon 1429 zeigt sich Veit als Herr auf Wageck. 1439 muss Veit sich als Verteidiger der Burg Schwaben, im Dienste von Herzog Ludwig VII. von Bayern-Ingolstadt, dem Herzog Albrecht III. von Bayern-München ergeben. Veit darf nach der Übergabe abziehen.
Nach 1440 wird Veit ausdrücklich als Ritter zu Wageck bezeichnet. Aber er hat seinen Eisenburgischen Gütern nicht entsagt. Dies wird deutlich als er dem Bischof zu Augsburg, als Patronatsherr der Pfarrei von Steinheim, 1437 einen neuen Pfarrer präsentiert. Die Pfarrei hatte bis zu diesem Jahr sein Onkel Burkhard geleitet, bis er freiwillig resignierte. Er tätigt nach und nach weitere Verkäufe von seinem Erbe, da er mit einer erdrückenden Schuldenlast von über 7350 Pfund Heller in den Büchern der Memminger Patriziern stand. Als die Last zu groß wird verlässt er Wageck und ist ab 1442 Herr auf Ittelsburg. Da die Rotensteiner, als Besitzer der Burg, mit den Isenburg verschwägert waren, kann man annehmen, dass sie Veit aus der Not halfen und Alt-Ittelsburg (nicht zu verwechseln mit dem Burgstall Falken und dem Burgstall Hahnentanz) zum Wohnsitz überließen. Noch im selben Jahr kam es hier zu einer Fehde mit dem Ritter Hans von Stadion zu Ulm, eigentlich mit der Stadt Ulm selbst. Die Ursache für diese ist nicht genau bekannt. Vermutlich hatte es mit den Räubereien seines Sohnes Heinrich dem Jüngeren zu tun. Hans von Stadion zog mit 1000 Mann zuo Ros und Fuoss gegen die Ittelsburg und lagerte dort vier Tage. Veit konnte allerdings am vierten Tag im Schutze der Nacht fliehen. Daraufhin ergaben sich die Verteidiger, die Burg wurde eingenommen, angezündet und brannte aus. Dies brachte ihn in weitere Schwierigkeiten und er wurde schließlich vergantet (enteignet). Hierbei ging es um Leute und Güter und allen Zugehörungen, welche Veit von Eisenburg an dem Dorf Steinheim und der Fähre zu Egelsee hatte. Diese wurden um 7000 Gulden von seinem Bruder ausgelöst. Die Gerichtsverhandlung zu Memmingen am 8. Juni 1443 ist auch das letzte Lebenszeichen von Veit.

#### Heinrich, der Räuber
Heinrich der Jüngere ist ein Sohn Veits. Ihn verschlug es zum Raubrittertum und er verbündete sich mit dem gefürchtete Städtefeind Hans von Rechberg. 1452 kam er in die Gefangenschaft des Grafen Heinrich von Fürstenberg, da er von dessen Stadt aus, obwohl der Graf mit den Städten Frieden hielt, Rottweiler Bürger angriff. Er kam jedoch auf Bitte des Markgrafen von Baden ungestraft davon. Am 18. Oktober 1451 (einen Tag nach Hans von Rechberg) schickte er der Stadt Ulm und die mit ihr verbündet waren, einen Fehdebrief, vermutlich um die Zerstörung der Ittelsburg und die damit einhergehende Vergantung seines Vaters zu rächen. Heinrich der Junge eröffnete die Feindseligkeiten damit, dass er zusammen mit Hans von Rechberg einen Ravensburger und einen Ulmer Bürger aufgriff sie auf dessen Burg Ramstein gefangen hielt. Ulm beklagte sich in einer Beschwerdeschrift an den Eisenburger darüber, dass die Sache mit Veit von Eisenburg längst abgetan sei und verlangte die unentgeltliche Freigabe der Gefangenen. Dazu waren die beiden Ritter aber nicht bereit. Einmal im Fahrwasser des Raubrittertums brachten es Hans von Rechberg, Heinrich von Eisenburg, Hans von Geroldseck und der übrige Anhang verarmter Edelleute bald dahin, dass kein Warenzug von Memmingen, Ulm, Biberach, Wangen, Leutkirch, Ravensburg, Lindau, Kempten mehr sicher war vor Überfällen. Sie fuhren sogar mit Kähnen auf Bodensee und verbanden Land- und Seeräuberei. Sie plünderten auch die Städte direkt. Besonders Lindau war davon betroffen. Den Städten blieb nichts anderes übrig, als sich ebenfalls gegen diese ritterlichen Horden zu verbünden. Sie zahlten ihnen letztendlich 4200 Gulden Lösegeld für die zwei Gefangenen, zogen aber nach deren Freilassung im Juli 1452 mit 1100 Fußsoldaten und 200 Reitern vor die Burg, die sie anschließend sechs Tage lang belagerten und zerstörten. Die Ritter konnten aber entkommen und bezogen nun die Ruggburg am Bodensee. Unter Führung der Memminger Patrizier Ortlieb Seng und Otto Wespach zogen am 4. November 600 Mann vor die Ruggburg. 300 Mann und die berühmte große Büchse kamen aus Memmingen. Ab 6. November begann die Beschießung der Burg unter der Leitung des Memminger Büchsenmeisters Konrad Merk. Die Belagerung und Beschießung dauerte fünf Wochen. Erst als von der Burg nicht mehr viel übrig war zündete die 27 Mann starke Besatzung am 7. Dezember den Rest an und flüchtete durch einen Tunnel.
Die Fehde selbst zog sich aber bis 1458 hin. Die Raubritter griffen nun von den Bergfesten des Hegaus aus an, welche ihnen deren Herren bereitwillig öffneten. Immer wieder drangen sie in die Städte ein und plünderten diese. 1454 ordnete Kaiser Friedrich III. Friedensverhandlungen zwischen Rechberg und den Reichsstädten an, die den Rechberger überraschend ins Recht setzten. Er erhielt vom Städtebund 14000 Gulden Entschädigung für die Zerstörung des Ramstein. Auch mussten die Städte den Rechberger mit 3500 Gulden für die Zerstörung der Ruggenburg entschädigen. Auch dem Grafen von Werdenberg als Mitbesitzer der Ruggenburg mussten sie nach langem Rechtsstreit noch 1476 diese Burg um 6200 Gulden abkaufen. Heinrich VI. von Eisenburg half zu vermitteln, dass die Raubritter anstatt der geforderten 3500 Gulden sich mit 1000 Gulden begnügen und ihre Feindseligkeiten im Memminger Gebiet und dessen Hinterland einstellen. Die ist auch das letzte Lebenszeichen von Heinrich dem Jüngeren.

#### Wappen
Beschreibung: In Blau eine silberne Burg mit offenem Tor, zwischen den beiden Zinntürmen schwebend ein goldenes benageltes Hufeisen.
Ludwig Mayr vermutet, dass das Hufeisen im Wappen sich darauf zurückführen lässt, dass die Eisenburger vermutlich aus dem Rossdienst der deutschen Könige hervorgegangen sind und die Burg auf die Burg der Eisenburger hinweist.

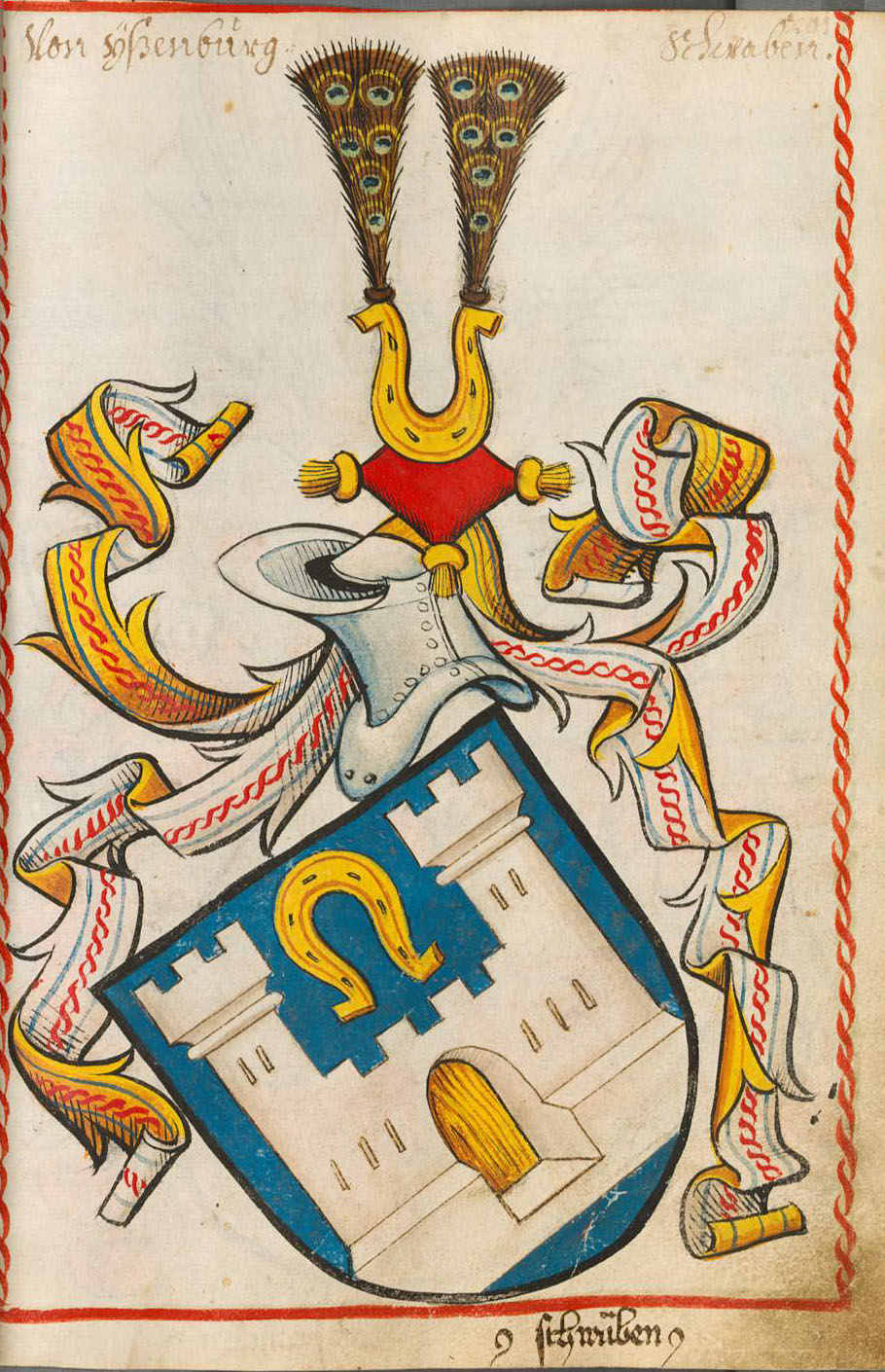
Wappen nach Scheibler
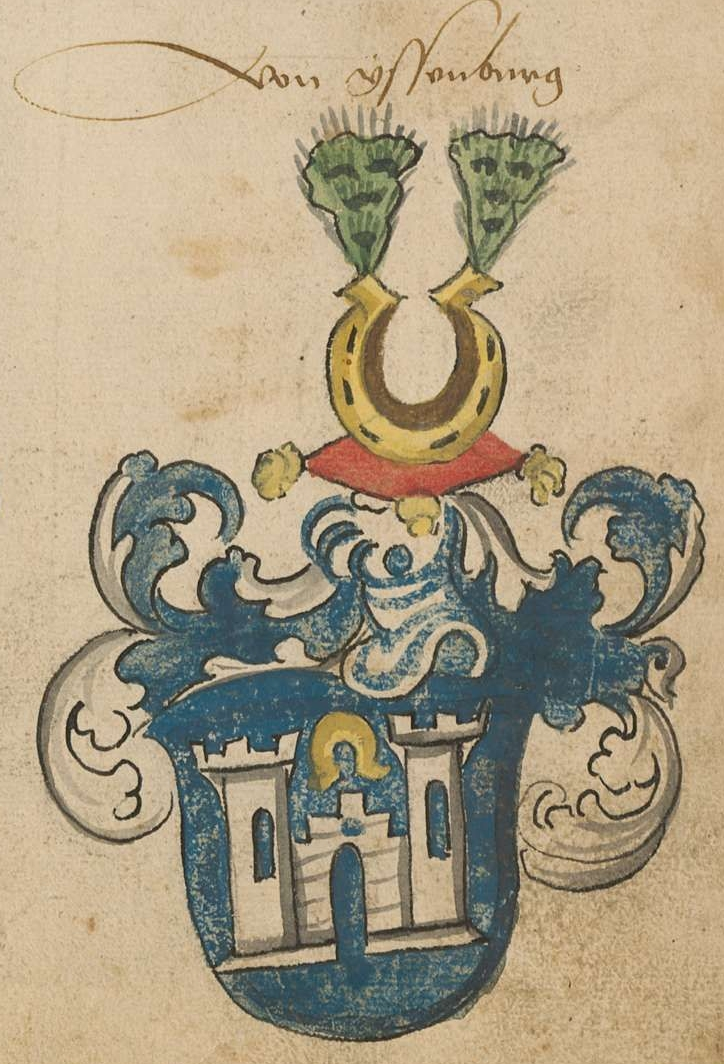
Wappen aus einem Wappenbuch um 1475
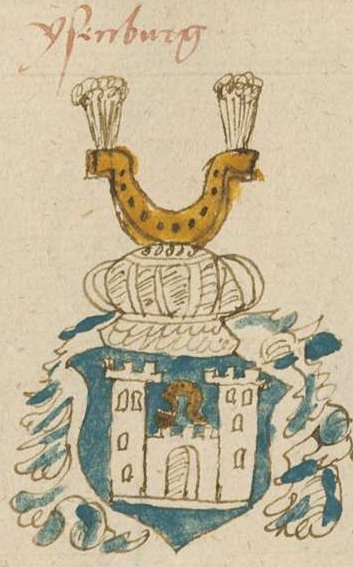
Wappen aus einem Wappenbuch um 1500
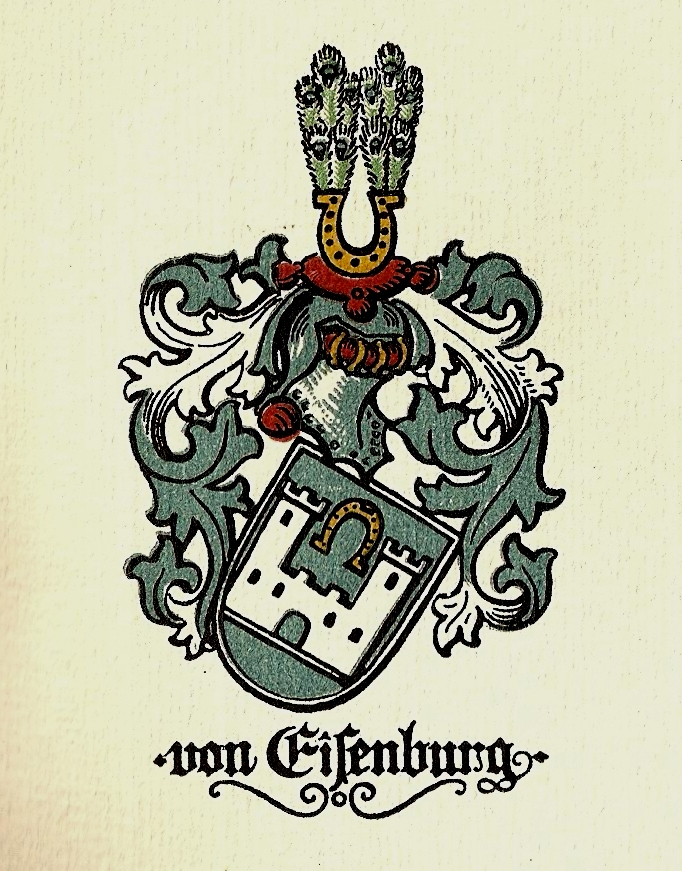
Wappen nach Mayr
Wappen des Stadtteiles Eisenburg

### Im Besitz der Sättelin von 1455 bis 1601

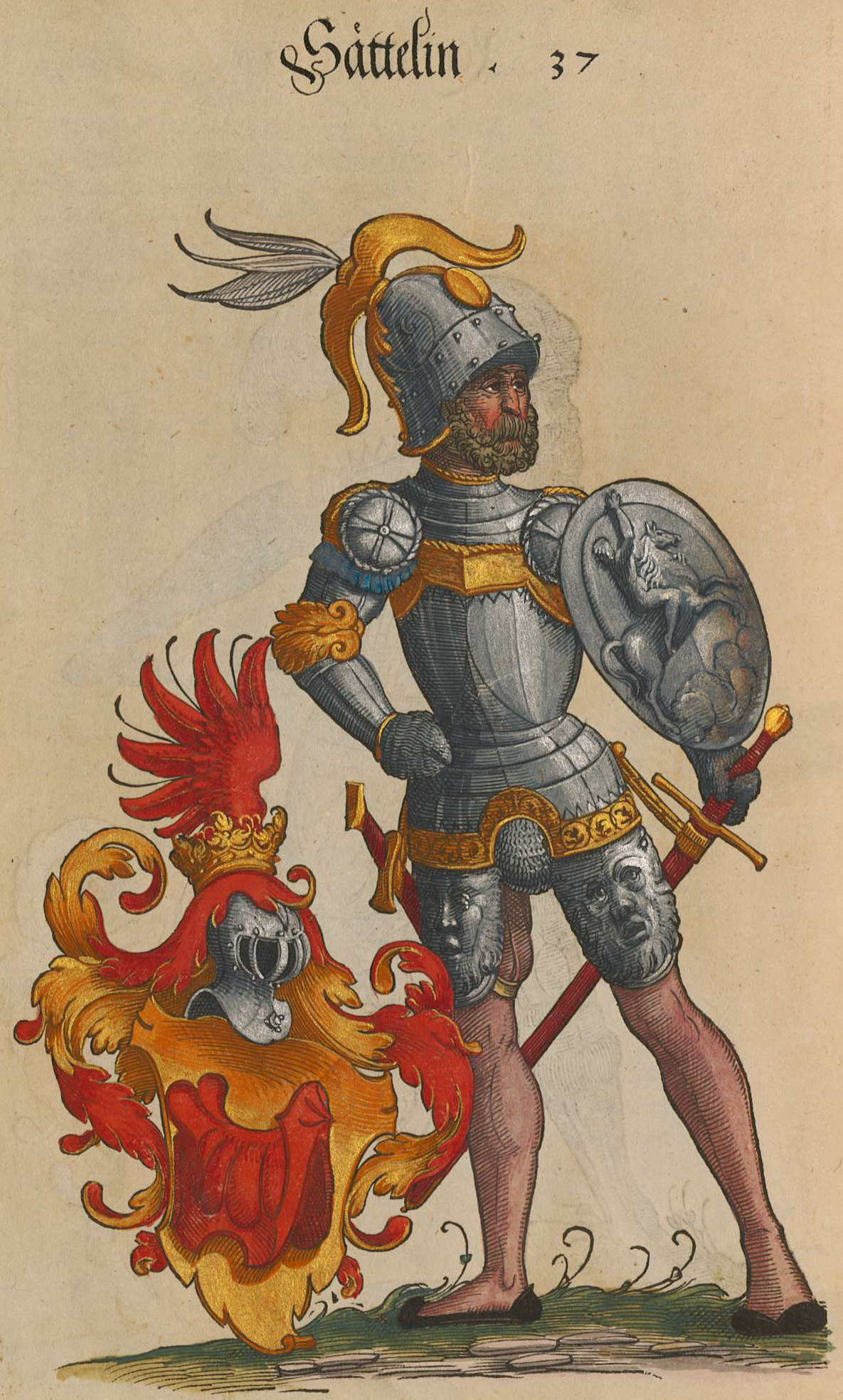
Wappen der Sättelin im Geschlechter-buch der Stadt Augsburg, um 1550

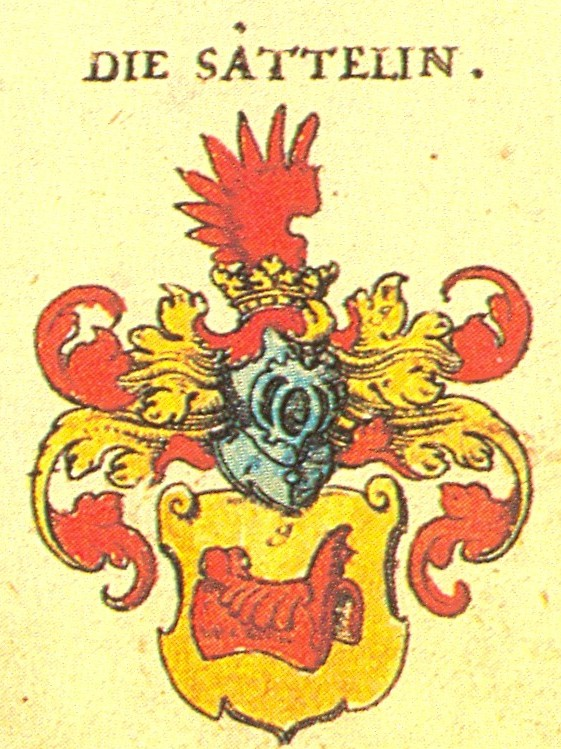
Wappen der Sättelin nach Siebmacher, 1605

Die Sättelin (Settelin) waren ein altes Patriziergeschlecht aus der Stadt Memmingen, das im 15. Jahrhundert erstmals in Erscheinung trat. Sie gehörten Mitte des Jahrhunderts zu den wohlhabendsten Familien in Memmingen.

#### Verkauf und Aufteilung der Herrschaft

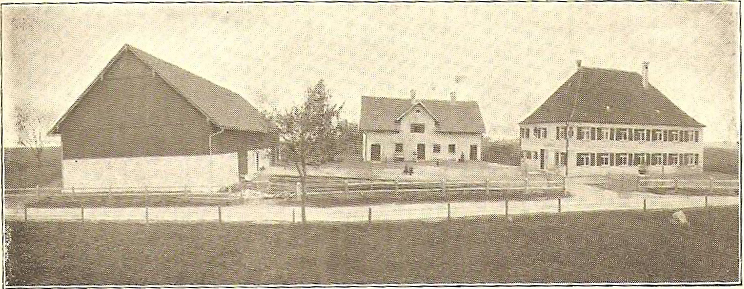
Der Geishof in Trunkelsberg Anfang des 20. Jahrhunderts

Am 21. Februar 1455, kaufen Jörg Mair vom Berg, Hans und Jos Sättelin, die Herrschaft Eisenburg mit allen Nutzen, Lasten und Rechten um 6000 Gulden. Der Kaufgegenstand lässt sich grob in vier Teile einteilen:
1. Die Güter und Stücke zu Eisenburg
2. Das Dorf Amendingen mit Gericht, Zwing und Bann
3. Schwaighausen mit Gericht, Zwing und Bann
4. Das Gut Trunkelsberg

Zunächst – wohl bis zum Tode Jörg Mairs – schienen die Käufer die Herrschaft gemeinsam besessen zu haben. In den betreffenden Urkunden treten sie so gut wie immer gemeinsam auf. Im Jahr 1462 sind sie gezwungen, die Eisenburg um 1400 Pfund Heller zu versetzen. Dies deutet auf finanzielle Schwierigkeiten der Käufer hin. Die genaue Ursache ist aber nicht bekannt. Vermutlich gerieten sie mit ihrer gegründeten Handelsgesellschaft in finanzielle Schwierigkeiten. Erst 1469 erfolgte die Wiedereinlösung. Über die Einlösungssumme ist ebenfalls nichts bekannt. So ist auch offen ob nach dem Tode Jörg Mairs die beiden Sättelin gemeinsam oder nur einer von ihnen den Betrag beglichen hatten. Anzunehmen ist Letzteres, da Jos danach als alleiniger Inhaber der Burg auftrat. Darauf weist auch folgendes Ereignis hin:
Wie aus dem Kaufbrief hervorgeht, hatte der Müller in Amendingen das Recht des Bauholzbezugs aus den sättelinschen Waldungen. Die Mühle gehörte seit 1464 Ulrich Schupp. Jos scheint in der Abgabe von Zimmerholz sparsam gewesen zu sein, worüber es zur Klage kam. Am 13. Dezember 1469 erging ein Urteil des Stadtammanns Ehrhart Vehlin, dass sich Jos dieser Verpflichtung nicht entziehen durfte. Der Handel führte zu erbitterten Auseinandersetzungen, so dass schließlich 1475 Jos der Junge den Sohn des Müllers erschlug und der alte Sättelin den Müller Simon Schupp in das Verlies der Burg setzte. Das Gericht der Stadt beschloss allerdings, dass die Sättelin den Müller wieder freilassen und ihm die Mühle für 375 Gulden abkaufen mussten, da er unter solchen Gutsherren nicht mehr wohnen wollte. Für Jos den Jungen blieb der Totschlag ohne Folgen.
Hans Sättelin fiel wohl in der Hauptsache Trunkelsberg zu. Später ist es in Besitz seines Sohnes Gordian.
Der alte Jos muss bald darauf gestorben sein, denn am 18. September 1475 wurde die Herrschaft durch das Los an seine vier Kinder aufgeteilt:
1. Eberhart: Feste, Burg, Burgstall und Berg Eisenburg (mit Vorhof, Stadel, Stallungen), Amendingen, den Gaishof und Gericht, Zwing und Bann in der ganzen Herrschaft
2. Margarethe: das Haus in Memmingen und Güter in Eisenburg, Amendingen und Schwaighausen
3. Hans: Grünenfurt und die meisten Gewässer in der Herrschaft
4. Jos: das Haus „am Kalk“ in Memmingen und das Gut zum „Knuß“ in Schlegelsberg

Bereits 1476 starb die ledig und kinderlos gebliebene Margarethe und ihr Besitz wurde unter den drei Brüdern aufgeteilt.
Grünenfurt ging im 16. Jh. an den Memminger Bürgermeister Lutz von Freyburg über, der mit Anna Sättelin, einer Enkelin des Hans Sättelin, verheiratet war.

#### Konflikt mit Bayern-Landshut
Josens fünftes Kind, Anna, war mit dem Bayerischen Dienstmann Hans Ritter aus Ulm verheiratet. Sie hatte eine gleichnamige Tochter und war vor dem Vater gestorben. als die vier anderen Geschwister der Sättelin die Hinterlassenschaft teilten, wurde die junge Anna Ritter nach dem damals in Memmingen geltenden Erbrecht übergangen. Trotzdem meldete Hans Ritter die Ansprüche seiner Tochter Anna an. Die Geschwister wiesen ihn schroff ab, woraufhin er sich Unterstützung suchend an Heinrich von Baisweil wandte. Von dieser Fehde erfuhr auch Herzog Ludwig von Bayern-Landshut. Schon länger hatten beide bayerischen Linien ihre Augen auf die stattliche Eisenburg geworfen und die Münchener Linie hatte tatsächlich schon ein Übereinkommen mit den Burgherren getroffen, demzufolge ihr das Öffnungsrecht zustand. Diesen Vorteil wollten ihnen die verfeindeten Vettern der Bayern-Landshut Linie wieder abjagen. In aller Stille wurden die Vorbereitungen hierzu getroffen. Am 21. September 1476 in aller Früh „bei neblechtem Wetter“ wurde die Eisenburg von den Verbündeten unter der Führung Heinrichs von Baisweil eingenommen. Jetzt erst wurde der Fehdebrief den drei nichtsahnenden Brüder in Memmingen übergeben. In dem Brief teilt ihnen Heinrich mit, dass er Hansen Ritter und seiner Tochter Anna einen Ritt gegen Eberhart Sättelin gedient habe und sich auch weiterhin Hansen Ritter zur Verfügung stelle, bis die drei Brüder sich mit Ritter über seiner Tochter großväterlich und -mütterlich Erbe auseinandergesetzt hätten.
Den Sättelin gelang es nicht ihre Burg mit Gewalt zurückzuerobern. So mussten sie den Weg des Vergleiches beschreiten. Ulm, als Heimatstadt Hansen Ritters, bot an als Vermittler zu dienen. Der Vertrag vom 11. Oktober 1477 zeigt allerdings sehr deutlich, wie die Ritterschen Angelegenheiten mit den Münchner Interessen verbunden wurden. Neben Bestimmungen zur Ausübung der Jagd, die mit der eigentlichen Sache nicht das Mindeste zu tun hatten, wurden in der Hauptsache Folgendes vereinbart:
Eberhart Sättelin verpflichtet sich die Herrschaft Eisenburg von Bayern-Landshut als Lehen zu nehmen, das Öffnungsrecht einzuräumen und Bayern-München zur Aufgabe ihres Öffnungsrechtes zu bewegen. Außerdem soll er dem Herzog – wohl weil dieser die Kosten des ganzen Unternehmens getragen hatte – 1300 Gulden. vergüten. Hansen Ritters Kind aber sollen die drei Sättelin innerhalb drei Jahren 300 Gulden. herausgeben und sie sollen sich verpflichten, das vom Rat zu Ulm über die Herausgabe von Hansen Ritters Heiratsgut noch zu fällende Urteil ohne Widerrede anzuerkennen.

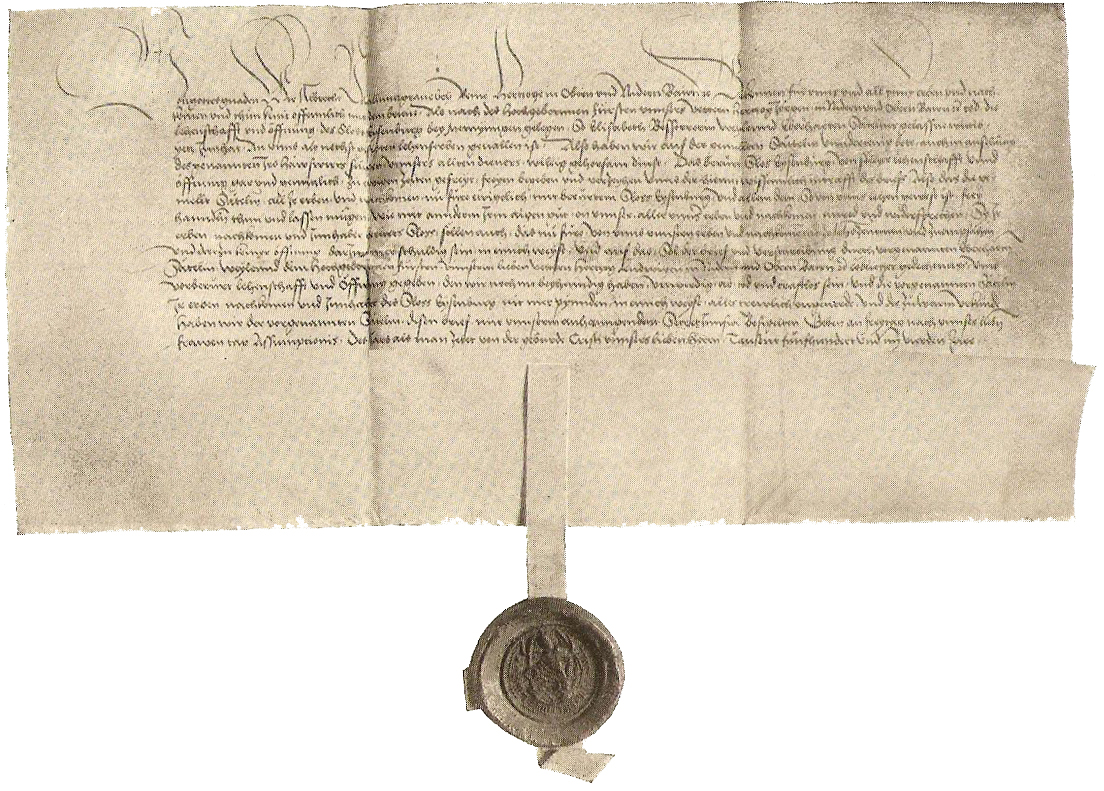
Urkunde der Lehnsentlassung von 1504

Eberhart scheint 1504 gestorben zu sein. Die Herrschaft übernimmt seine Witwe Elisabeth, geb. Bessrer mit Jos dem Jungen als ihrem Vogt. Gleich zu Beginn ihres Regimentes hat Elisabeth einen großen Erfolg für ihr Haus zu verzeichnen: am 16. August 1504 wurde die Herrschaft aus dem Lehen Bayerns für 1300 Gulden entlassen. Damit ist Eisenburg wieder „ein frey adelich Rittergut“, allerdings auch wieder ohne den mächtigen Schutz der Bayern.

### Die Neubronner und Nachfolger von 1601 bis 1804
Der ganze Besitz ging durch Erbschaft an die Familie Reichlin von Meldegg, welcher von dem ganzen Gebiet nach vielen Verkäufen das Dorf Fellheim verblieb. Sie ließ auch 1567 das Schloss innerhalb der alten Fliehburg errichten. 1580 ging die Herrschaft mit Schloss, Feste, Burg und Berg Eisenburg mit allen Gütern und Rechten zu Amendingen für 60000 Gulden. in den Besitz der Stadt Memmingen über und wurde ein Jahr später an das Unterhospital weiterverkauft. Die eigene Gerichtsbarkeit wurde der Herrschaft 1586 verliehen. Der dazugehörige Galgen stand südlich der Ortschaft Eisenburg. Fünfzehn Jahre später, also 1601, erwarb der Ulmer Bürger und Kaufmann Hans Eitel Neubronner die ganze Herrschaft Eisenburg um 54000 Gulden. Er war bemüht einzelne, in fremden Händen befindliche Güter, wieder anzukaufen und den Besitz abzurunden. So verkaufte zum Beispiel 1608 der Inhaber der Herrschaft Grünenfurt seinen Besitz an die Neubronner.
1671, nach dem Tod Hans Eitel Neubronners, teilten seine Erben die Hinterlassenschaft in zwölf Teile und setzten einen alljährlich wechselnden Verwalter ein. Ab 1705 gingen große Teile der Herrschaft an das Memminger Unterhospital und die Memminger Patrizierfamilien von Schermar und von Ebertz, welche damit den größten Teil der Herrschaft innehatten. Im späten 18. Jahrhundert gehörten drei Viertel dem Unterhospital und ein Viertel den Familien Eberz, von Herman, Heuß, Unold und Zoller. So lag die Administration der Herrschaft auch drei Jahre lang beim Spital, das vierte bei den anderen Besitzern.
Trunkelsberg wurde 1729 von Christian Elias Jeremias Heuß aus Augsburg um 20000 Gulden erworben. Das ebenfalls zur Herrschaft gehörende Gut Grünenfurt erwarb 1721 das Memminger Unterhospital, um es 1737 an den Konsulenten von Scheidlin aus Augsburg zu veräußern. Doch seine Erben veräußerten es 1748 wieder, bis Grünenfurt nach mehrfachem Wechsel 1823 in den Besitz der Memminger Patrizierfamilie von Stoll zu Wespach überging, wo es bis heute verblieben ist.

### Die Herrschaft im konstitutionellen Zeitalter 1804 bis 1848
1805 übernahm Bayern die Landeshoheit. Damit ging die Herrschaft Eisenburg zu Ende. 1848 wurde das Patrimonialgericht endgültig aufgehoben und damit der Eisenburger Herrschaft ein Ende bereitet. Somit wurden 1849 die letzten Rechte der Besitzer fixiert und mit Geld abgelöst. Die Gerichtsbarkeit übernahm das königlich bayerische Landgericht Ottobeuren.